# Fordrivelsen af tyskere efter 2. verdenskrig
Ved 2. verdenskrigs slutning flygtede eller udvistes hovedparten af de tyske befolkningsgrupper i områder uden for det nuværende Tysklands og Østrigs grænser. Det drejede sig især om for det første tidligere tyske områder, som blev annekteret at Polen og Sovjetunionen efter krigen – Østlige Brandenburg, Østpreussen og det meste af Pommern og Schlesien, for det andet om Tjekkoslovakiet, som blev genskabt ud fra det tidligere tjekkoslovakiske område, som havde været besat under krigen, og Sudeterlandet, som var blevet annekteret af Tyskland i 1938, og  for det tredje om de tidligere polske områder, som var blevet annekteret eller besat af Tyskland under krigen. For det fjerde drejede det sig om Ungarn, Rumænien, nordlige Jugoslavien (fortrinsvis i Vojvodina området) og andre stater i Central- og Østeuropa.
Hovedparten af de flygtede eller fordrevne kom fra de tidligere østlige tyske provinser, som blev annekteret af Polen og Sovjetunionen efter krigen (omkring 7 millioner mennesker), og fra Tjekkoslovakiet (omkring 3 millioner). De flygtede og fordrevne blev genbosat i de allierede besættelseszoner i Tyskland og Østrig.
Med mindst 12 millioner tyskere direkte berørt, muligvis 14 millioner eller mere, var det den største etniske tvangsforflytning i moderne historie og den største udvisning i Central- og Østeuropa, hvor i alt over 20 millioner mennesker blev fordrevet.
Begivenhederne er normalt blevet karakteriseret som "befolkningsoverførsel",
eller som "etnisk udrensning".
R. J. Rummel har betegnet disse begivenheder som "democide",

og nogle få går så langt som til at betegne det som folkemord.
Fordrivelsen var led i den geopolitiske og etniske reorganisering i efterkrigstidens Europa og var til dels en gengældelse for at tyskerne havde indledt krigen og gennemført de efterfølgende grusomheder og etniske udrensninger i de besatte lande. De Allierede ledere Franklin D. Roosevelt, Winston Churchill og Josef Stalin var inden krigens slutning nået til grundlæggende enighed om, at Polens territorium skulle flyttes vestpå og den tilbageværende tyske befolkning udvises, og meddelte de polske og tjekkoslovakiske eksilregeringer, hvis lande begge var besat af Tyskland, at dette ville ske.
Fordrivelserne foregik i tre til dels overlappende faser. Den første bestod af tyskeres spontane flugt fra den Røde Hær, som foregik fra midten af 1944 til starten af 1945. Den anden fase var den uorganiserede fordrivelse af tyskere straks efter det tyske nederlag. Den tredje fase var en mere organiseret udvisning efter de Allieredes Potsdamtraktat, som redefinerede grænserne i Central- og Østeuropa og tillod såkaldt "ordnede" og "humane" udvisninger af tyskere fra Polen, Tjekkoslovakiet og Ungarn. Mange tyske civile blev desuden sendt til internerings- og arbejdslejre. De største fordrivelser var afsluttet i 1950. Folketællingstal fra det år viste, at antallet af etniske tyskere, som fortsat boede i Østeuropa lå på omkring 2,6 mio., ca. 12 % af antallet før krigen. Det samlede antal døde ved fordrivelserne er stadig ukendt, og er svært at beregne på grund af det kaos, som eksisterede i krigens sidste måneder.

## Baggrund
Før 2. verdenskrig havde Central- og Østeuropa ikke klart afgrænsede etniske grænser. I stedet var der udenfor nogle områder med etniske flertal store blandede områder og et utal af små lommer, hvor forskellige etniske grupper havde bosat sig. Indenfor disse blandede områder – herunder de store byer i Central- og Østeuropa – samarbejdede de etniske grupper i dagligdagen. Selv om det ikke altid forløb harmonisk, havde dette samarbejde foregået i hundreder af år og omfattet alle livets forhold.
Med fremkomsten af nationalismen i 1800-tallet blev borgernes etniske baggrund et betydningsfuldt spørgsmål i form af territoriale krav, staternes selvforståelse/identitet og påstande om etnisk overlegenhed. Preussen indførte princippet om etnisk baseret bosættelse i et forsøg på at sikre sin etniske integritet. Preussen var også den første moderne europæiske stat, som foreslog etnisk udrensning som en metode til løsning af "nationalitskonflikter". Det var meningen at fjerne polakker og jøder fra den forventede "polske grænsestribe" efter 1. verdenskrig og genbosætte området med tyskere.

Versaillestraktaten førte til etablering eller genetablering af en række nationalstater i Central- og Østeuropa. Før 1. verdenskrig havde de været en del af det østrigske, russiske eller tyske imperium. Selv om disse lande blev oprettet og fik navn efter deres etniske flertal, var ingen af dem etnisk homogene. Der blev gjort forsøg på at ændre den etniske sammensætning f.eks. i den genskabte polske stat ved at reducere antallet af tyskere i den Polske korridor.
Fra 1933 brugte Nazityskland de tidligere tyske bosættelsesområder som grundlag for sine territoriale krav til at retfærdiggøre annekteringen af Østrig og annekteringen af Sudeterlandet i Münchenaftalen. En ny dimension blev tilføjet med Molotov-Ribbentrop-pagten, hvor Nazityskland og Sovjetunionen enedes om storstilede udvekslinger af befolkningsgrupper, som afveg fra de historiske etniske bosættelsesmønstre.
I stedet havde genbosætningen af de baltiske tyskere i det tyskbesatte Polen sammen med den tvungne udvisning af polakker og massemordet på jøderne til formål at skabe en helt ny etnisk struktur i de besatte områder. I overensstemmelse med den racistiske "Lebensraum"-tankegang hærgede nazisterne Østeuropa under 2. verdenskrig og indførte hidtil ukendte metoder til etnisk udrensning. Lokale metoder som Pabst og Nisko-planen blev med tiden afløst af de generelle metoder i Generalplan Ost og Endlösung, som var køreplaner for folkemordet på slaviske folk og jøder. I løbet af krigen havde Nazityskland planlagt at udrydde, fordrive og tvangsflytte omkring 50 millioner personer, fortrinsvis slaver i forbindelse med den etniske udrensning i Generalplan Ost. Som følge heraf lykkedes det nazisterne at myrde og forvise millioner af mennesker, inden de blev besejret af de Allierede. De tvang også mindst 5 millioner mennesker til at arbejde i Tyskland som slavearbejdere og fjernede cirka 5,7 millioner jøder fra deres hjem for senere at udrydde dem. Etnisk tilhørsforhold blev af stor betydning for en persons skæbne. Mennesker med en forkert etnisk baggrund som jøder og sigøjnere, blev bandlyst fra samfundet, udsat for grusomheder og hovedparten endte med at blive myrdet i Holocaust. Andre besejrede folkeslag rundt om i Europa blev ramt af forskellige plager. Der kan nævnes:
- De sovjetiske krigsfanger, som blev myrdet i millionvis
- De i sovjetisk besatte områder, som forsvandt i Gulaglejrene
- De, som blev tvangsforflyttet som volgatyskerne
- De millioner civile og krigsfanger, som blev tvangs- eller slavearbejdere ofte under forfærdelige forhold i Tyskland eller Sovjetunionen.

Under den tyske besættelse af Østeuropa lod mange borgere af tysk afstamning sig registrere i Deutsche Volksliste. Nogle af dem beklædte betydningsfulde poster i det nazistiske hierarki og mange deltog i nazistiske ugerninger, hvilket førte til fjendtlighed mod tyskere i almindelighed, hvilket senere blev benyttet som en retfærdiggørelse af tyskernes fordrivelse.

## Under krigen

### Amerika
Ved 2. verdenskrigs udbrud forsøgte nazistpartiets organisation i udlandet (NSDAP/AO) at organisere tyske borgere i udlandet, og det lykkedes den at indrullere 3-9 % af de tyske statsborgere i de amerikanske lande. Selv om de var skuffede over den lave tilslutning, lykkedes det NSDAP/AO at blive opfattet som mere indflydelsesrige end de rent faktisk var gennem offentlige aktiviteter med uniformerede medlemmer. Falske beretninger i amerikanske medier bidrog til denne fejlvurdering af tyskerne i Den Nye Verden.
Efter Angrebet på Pearl Harbor udarbejdede det amerikanske forbundspoliti FBI en liste med tyskere i 15 Latinamerikanske lande, som det mistænkte for undergravende virksomhed og krævede dem udleveret til USA til internering. Fra disse lande blev 4.058 tyskere udvist. Blandt dem var 10-15 % medlemmer af nazistpartiet, herunder nogle dusin, som rekrutterede for NSDAP/AO og otte mistænkt for spionage.
Blandt dem var der 81 tyske jøder, som netop havde undsluppet forfølgelsen i Nazityskland.
 Hovedparten var almindelige tyskere, som havde været bosat i disse lande i årevis. Nogle blev udvist, fordi korrupte embedsmænd greb chancen for at bemægtige sig deres ejendom, eller fordi almindelige latinamerikanere var ude efter de dusører, som var udlovet af det amerikanske efterretningsvæsen. Argentina, Brasilien, Chile og Mexico deltog ikke i det amerikanske udvisningsprogram. Udover de tyskere, som blev udvist til USA, blev der etableret nationale interneringslejre for borgere fra Aksemagter i Brasilien, Colombia, Costa Rica, Cuba, Curacao, den Dominikanske republik, Mexico, Nicaragua og Venezuela foruden Panamakanalzonen. De amerikanske interneringslejre lå i Texas (Camp Crystal City, Camp Kennedy, Camp Seagoville), Florida (Camp Blanding), Oklahoma (Stringtown), North Dakota (Fort Lincoln), Tennessee (Camp Forrest) og andre steder.
I USA var der i 1940 1.237.000 tyskfødte og 5 millioner personer, hvor begge forælder var født i Tyskland samt 6 millioner personer hvor den ene forældre var født i Tyskland. Antallet og den hermed forbundne politiske og økonomiske indflydelse, som tysk-amerikanerne udgjorde, gjorde at de blev sparet for at dele japansk-amerikanernes oplevelser, der blev udstødt og interneret som gruppe. I stedet blev tyskere og tysk-amerikanere fjernet fra kystområder på en individuel basis – storstilede fordrivelser fra kystområder i øst og vest blev overvejet af krigsministeriet, men ikke iværksat. I alt blev der interneret 11.507 af tysk herkomst under krigen, hvilket udgjorde 36,1 % af det samlede antal interneringer under det amerikanske justitsministeriums Enemy Alien Control Program. Interneringerne begyndte med tilbageholdelsen af 1.260 tyskere kort efter Pearl Harbor. Af de 254 personer som blev fjernet fra kystområder, var hovedparten tyskere.

### Evakuering og flugt i Europa

#### Evakuering og flugt til områder i Nazityskland
I slutningen af krigen, da dan Røde Hær var under fremrykning vestpå, var mange tyskere betænkelige ved den forestående sovjetiske besættelse. De fleste kendte til de sovjetiske repressalier overfor tyske civile. Sovjetiske soldater begik talrige voldtægter og andre forbrydelser. Nyheder om overgreb som Nemmersdorfmassakren, blev anvendt af den tyske propaganda.
Der blev lagt planer om at evakuere den etnisk tyske befolkning vestpå til det egentlige Tyskland fra Østeuropa og de tyske områder i øst af forskellige nazistiske myndigheder i tiden hen mod krigens slutning. I de fleste tilfælde blev gennemførelsen forsinket, til sovjetiske og vestlige styrker havde besejret de tyske hære og var rykket ind i evakueringsområderne. Ansvaret for at efterlade millioner af etniske tyskere i disse sårbare områder til det var for sent kan direkte tilskrives de tiltag, som nazisterne tog imod enhver, som blev mistænkt for 'defaitistiske' holdninger (som evakuering blev betragtet som) og den fanatisme, som mange nazistiske embedsmænd udviste i deres gennemførelse af Hitlers ordrer om 'ingen retræte'.
Den første bølge af civile tyske flygtninge fra østområderne bestod af spontane flygtninge og organiseret evakuering, som begyndte i sommeren 1944 og fortsatte til det tidlige forår 1945. Forholdene blev kaotiske i løbet af vinteren, da kilometerlange karavaner af flygtninge skubbede deres kærrer gennem sneen i et forsøg på at holde sig foran den fremrykkende Røde Hær. Fra Østersøens kyster blev mange soldater og civile evakueret med i skib under Operation Hannibal. Mellem den 23. januar og krigens slutning blev 250.000 flygtninge sat i land i det besatte Danmark.
Mellem 6 og 8,35 millioner tyskere flygtede eller blev evakueret fra områderne øst for Oder-Neisse-linjen, inden den sovjetiske hær overtog kontrollen med området. Flygtningestrømme, som kom indenfor rækkevidde af de fremrykkende sovjetstyrker led store tab, da de blev mål for lavtflyvende fly, og nogle blev kørt over af fremrykkende kampvogne. Mange flygtninge forsøgte at vende hjem, da kampene sluttede. Indtil 1. juni 1945 krydsede ca. 400.000 tilbage over Oder og Neisse floderne østpå, inden de sovjetiske og polske kommunistiske myndigheder lukkede flodovergangene. Yderligere 800.000 kom ind i Schlesien fra Tjekkoslovakiet.

#### Evakuering og flugt til Danmark
Mellem den 11. februar og 5. maj 1945 blev op imod 250.000 tyskere, fortrinsvis fra Østpreussen, Pommern og De baltiske lande evakueret over Østersøen til det besatte Danmark. Det skete på baggrund af en ordre udstedt af Hitler den 4. februar 1945. Formelt betød det, at der i folkeretlig forstand var tale om ekspatrierede personer og ikke om flygtninge, og i den danske befolkning blev flygtningestrømmen anset for endnu et tysk overgreb mod Danmark. De tyske flygtninge udgjorde over 5 % af befolkningstallet i Danmark. Evakueringen omfattede fortrinsvis kvinder, gamle og børn – en tredjedel var under 15 år. I første omgang blev flygtningene indkvarteret på skoler og offentlige bygninger, som blev rekvireret til formålet.
Efter krigen blev de interneret i flere hundrede lejre over hele landet, hvoraf den største med 37.000 personer lå i Oksbøl i Vestjylland. Lejrene blev bevogtet af dansk militær. Det står ikke klart, hvorledes den militære bevogtning er etableret. Regeringen rådede ikke over tropper til denne opgave ved befrielsen, så det er mest sandsynligt, at det har været tale om folk fra den danske modstandsbevægelse, der har varetaget denne opgave
Såvel den danske befolkning som flygtningene regnede med, at flygtningene skulle tilbage til Tyskland efter krigen, men situationen i Tyskland var så katastrofal, at der gik en rum tid, inden de britiske myndigheder i Nordtyskland accepterede at modtage tyske flygtninge fra Danmark. Situationen for de tyske flygtninge lettede, efter at 60 danske præster tog flygtningene i forsvar i et åbent brev, og administrationen af flygtningelejrene blev sat i system, da den tidligere socialdemokratiske minister Johannes Kjærbøl overtog ledelsen af flygtningeforsorgen den 6. september 1945. Bornholm blev besat af den Røde Hær den 9. maj 1945 og cirka 3.000 flygtninge og 17.000 tyske soldater blev overført med skib fra øen til Kolberg (det nuværende Kołobrzeg i Polen) mellem den 9. maj og 1. juni 1945 af sovjethæren.
I 1945 døde der 13.492 flygtninge i Danmark, heraf cirka 7.000 børn under 5 år.
Det har været fremført, at en betydelig andel af disse dødsfald skyldtes svigt fra dansk side, da danske læger og plejepersonale nægtede flygtningene medicinsk behandling.
Det er diskutabelt, om dette synspunkt kan stå for en nærmere analyse. Der var læger og sygeplejersker blandt de evakuerede, og de tyske tropper i Danmark rådede over eget medicinsk personale. Thorkild Frederiksen peger på, at en del af de flygtninge, som er registreret som døde i Danmark, allerede var afgået ved døden under skibstransporten til Danmark (sult, sygdom, luftangreb). Blandt børnene var det især spædbørn, som døde, hvilket især kan tilskrives at mødrene var blevet fejl- og underernæret under graviditeten og fødte små og svagelige børn. Under evakueringen/flugten, som ofte havde varet flere måneder, havde mødrene særdeles svært ved at skaffe mad til de små, og disse døde derfor i stort tal af svækkelse umiddelbart efter ankomsten til Danmark. Derudover udgjorde ældre mennesker en overvægt hos flygtningene, hvilket også kan have haft betydning for det store antal dødsfald.
De sidste flygtninge forlod Danmark den 15. februar 1949. I Londontraktaten, som blev underskrevet den 26. februar 1953, enedes Vesttyskland og Danmark om en kompensation på 160 millioner kr. som Vesttyskland betalte til Danmark mellem 1953 og 1958 for at have huset flygtningene.

## Fordrivelser efter Nazitysklands nederlag
-
Den 2. verdenskrig sluttede i Europa med den tyske kapitulation i maj 1945. På dette tidspunkt var hele Østeuropa og en stor del af Centraleuropa under sovjetisk besættelse. Den omfattede hovedparten af de områder i Østeuropa, som havde været bosat af tyskere, foruden den sovjetiske besættelseszone i Tyskland. De Allierede enedes om betingelserne for besættelsen, revisionen af de tyske landegrænser og fordrivelsen af etniske tyskere fra det nye polske område og Ungarn til de allierede besættelseszoner ved Potsdamtraktaten, som blev udformet under Potsdam-konferencen mellem 17. juli og 2. august 1945. Artikel XIII i traktaten vedrører fordrivelsen og lyder: 
De tre regeringer anerkender, efter at have vurderet spørgsmålet fra alle synsvinkler, at overførelsen til Tyskland af tyske befolkninger, eller dele heraf, som fortsat opholder sig i Polen, Tjekkoslovakiet og Ungarn må gennemføres. De er enige om, at enhver befolkningsoverførsel skal gennemføres på en ordnet og human måde.
Aftalen opfordrede desuden for en ligelig fordeling af de overførte befolkninger mellem de amerikanske, britiske, franske og sovjetiske besættelseszoner, som udgjorde efterkrigstidens Tyskland.
Fordrivelserne, som foregik inden de Allierede enedes om de endelige betingelser i Potsdam omtales som "vilde" fordrivelser (tysk: Wilde Vertreibungen). De blev gennemført af militære og civile myndigheder i det sovjetisk besatte Polen og Tjekkoslovakiet i foråret og sommeren 1945. Potsdam-aftalen krævede, at disse lande midlertidigt skulle indstille udvisningerne på grund af de flygtningeproblemer, der var opstået inden konferencen i Potsdam.
Mens fordrivelserne fra Tjekkoslovakiet midlertidigt aftog, var det ikke tilfældet i Polen og de tidligere tyske østområder. Sir Geoffrey Harrison, en af dem som udformede den nævnte artikel i Potsdam-aftalen, udtalte, at "formålet med denne artikel ikke var at opmuntre eller legalisere udvisningerne, men derimod at skabe et grundlag for at komme i dialog med de lande som gennemførte udvisningerne og forlange af dem, at de koordinerede overførslerne med besættelsesmagterne i Tyskland."
Efter Potsdam-konferencen gennemførtes en række udvisninger af etniske tyskere fra de sovjetisk kontrollerede lande i Østeuropa. Ejerskabet af jord og materiel i de berørte områder, som havde tilhørt Tyskland eller tyskere blev konfiskeret og enten overført til Sovjetunionen, nationaliseret eller delt ud til de lokale borgere. Af de mange tvangsforflytninger efter krigen var den største fordrivelsen af etniske tyskere fra Central- og Østeuropa fortrinsvis fra:
1. Tjekkoslovakiet inden for grænserne fra 1937, som blandt andet omfattede det traditionelt tysk-talende område i Sudeterbjergene i det tysk-tjekkisk-polske grænseområde (Sudeterlandet).
2. Området som efter krigen blev til Polen. Polens grænser blev efter krigen flyttet vest på til Oder-Neisse-linjen, som lå langt inde på tidligere tysk område.[55]

Fordrivelser og genbosættelser af andre etniske grupper foregik samtidig med fordrivelsen af tyskerne. Fra Titos Jugoslavien blev såvel etniske tyskere som italienere fordrevet. Udover de etniske tyskere fordrev Polen 482.000 af de 622.000 etniske ukrainere, som boede i Polen og genbosatte de resterende 140.000 i Operation Wisla. I Tjekkoslovakiet var det ikke kun Sudetertyskerne, som blev fordrevet. Det drejede sig også om det ungarske mindretal i Slovakiet under den såkaldte ocysta. Efterkrigstidens Litauen og Ukraine fordrev både det tyske og det polske mindretal. Det samme var tilfældet for den tilbageværende polske befolkning i Hviderusland.

### Tjekkoslovakiet
Inden den tyske annektering af Sudeterlandet i 1938 havde over 20 % af den tjekkoslovakiske befolkning været etniske tyskere, hvor af mange kunne spore familiehistorien tilbage til det 12. århundrede eller tidligere. I maj 1945 var der fortsat omkring 3,5 millioner tyskere i Sudeterlandet og andre tjekkoslovakiske områder.
Under den tyske besættelse af Tjekkoslovakiet, især efter nazisternes repressalier efter mordet på Reinhard Heydrich, krævede de fleste tjekkoslovakiske modstandsgrupper, at det "tyske spørgsmål" blev løst ved fordrivelse. Disse krav blev opfyldt af den tjekkoslovakiske eksilregering, som søgte allieret støtte til dette forslag fra 1943. Den endelige aftale om overførsel af det tyske mindretal blev imidlertid først indgået den 2. august 1945 under Potsdam-konferencen.
I månederne efter krigens afslutning foregik der "vilde" fordrivelser mellem maj og august 1945. De omfattede 700-800.000 mennesker og blev tilskyndet af polemiske taler, som blev holdt af flere tjekkoslovakiske statsmænd. Fordrivelserne blev gennemgående gennemført efter ordre fra lokale myndigheder af grupper af bevæbnede frivillige, selv om det i nogle tilfælde skete med hjælp fra hæren.
Den regulære befolkningsoverførsel i overensstemmelse med Potsdam-aftalen foregik fra 25. januar 1946 til oktober samme år. Det vurderes, at 1,9 mio. etniske tyskere blev fordrevet til den amerikanske zone i det, der blev til BRD. Lidt over 1 mio. blev udvist til den sovjetiske zone, som blev til DDR. Omkring 250.000 etnisk tyske antifascister og etniske tyskere, som var vigtige for industrien forblev i Tjekkoslovakiet. Mandlige tyskere med tjekkoslovakiske hustruer blev fordrevet ofte sammen med deres ægtefæller, mens etnisk tyske kvinder med tjekkoslovakiske ægtemænd fik lov at blive. Alligevel blev mange med tyske efternavne anset for tjekker og fik lov at blive, hvilket førte til, at præsident og premierminister i Tjekkiet samt den 2. præsident i Slovakiet har tyske efternavne.
Vurderinger af tabene blandt de fordrevne har svinget mellem 10.000 og 250.000 mennesker alt efter kilden. I 1995 revurderede en tysk-tjekkisk kommission på basis af nyligt tilgængelige tal de tidligere estimater på 250.000 døde til mellem 15.000 og 30.000. Disse tal omfatter voldelige drab og selvmord, dødsfald i interneringslejre og dødsfald af naturlige årsager. Ud af disse tal blev adskillige tusinde dræbt under de "vilde" fordrivelser, og mange flere døde af sult og sygdom som følge af disse handlinger.
Et stort antal faglærte sudetertyske arbejdere blev tvunget til at blive. Tilsvarende i Oppeln regionen i Øvre Schlesien, hvor borgere, som hævdede at være etnisk polske, fik lov til at blive. Rent faktisk havde nogle (om end ikke alle) tvivlsom nationalitet, eller anså sig selv for at være tyske. Deres status som nationalt mindretal blev anerkendt i 1955, og de fik statslige tilskud til økonomiske hjælp og uddannelse.

### Ungarn
I modsætning til fordrivelserne fra andre lande var fordrivelserne fra Ungarn dikteret af andre lande, og indledtes den 22. december 1944, da den sovjetiske øverstkommanderende beordrede fordrivelserne. Tre procent af den tyske førkrigsbefolkning (cirka 20.000) var inden blevet evakueret af Volksbund. De tog til Østrig, men mange af dem vendte tilbage i foråret. I alt var omkring 60.000 etniske tyskere flygtet. I januar 1945 blev 32.000 etniske tyskere arresteret og sendt til Sovjetunionen som tvangsarbejdere. I nogle landsbyer blev hele den voksne befolkning sendt til arbejdslejre i Donetsområdet. Mange døde som følge af strabadser og dårlig behandling. I alt blev 100.000-170.000 ungarske tyskere transporteret til Sovjetunionen.
I 1945 viste officielle ungarske tal, at der var 477.000 tysktalende i Ungarn, hvoraf 303.000 har erklæret sig af tysk nationalitet. Af tyskerne var 33 % børn under 12 år eller ældre end 60. Yderligere 51 % var kvinder.
Den 29. december 1945 beordrede den kommunistiske ungarske regering udvisning af enhver, som havde erklæret sig for tysker ved folketællingen i 1941 eller havde været medlem af Volksbund, SS, eller en anden væbnet tysk organisation. Herefter begyndte massefordrivelserne. Landbefolkningen blev berørt i større omfang end bybefolkningen, og de etniske tyskere, som havde efterspurgte kvalifikationer, som minearbejdere. Tyskere, som var gift med ungarere blev ikke udvist, uanset køn. De første 5.788 udviste forlod Budaörs (Wudersch) den 19. januar 1946. Omkring 180.000 tysktalende ungarere fik frataget deres statsborgerskab og alle besiddelser og udvist til de vestlige besættelseszoner i Tyskland. Frem til juli 1948 blev yderligere 35.000 udvist til den sovjetiske besættelseszone i Tyskland. De fleste af de fordrevne blev genbosat i den sydvestlige tyske delstat Baden-Württemberg, men også i Bayern og Hessen. Anden forskning viser, at mellem 1945-50 blev 150.000 udvist til Vesttyskland, 103.000 til Østrig og ingen til Østtyskland. Under fordrivelserne kom det til talrige organiserede protestdemonstrationer fra den ungarske befolkning.
Fremskaffelse af land til fordeling blandt ungarske flygtninge og borgere var en af hovedårsagerne til fordrivelsen af de etniske tyskere fra Ungarn, og den forkludrede organisation af omfordelingen førte til sociale spændinger.
Ved afslutningen på fordrivelserne var der stadig ca. 200.000 tyskere tilbage i Ungarn, (Overy anfører 270.000), men kun 22.445 betegnede sig som tyske ved folketællingen i 1949. En ordre af 15. juni 1948 stoppede udvisningerne, og et regeringsdekret den 25. marts 1950 erklærede alle udvisningsordrer for ugyldige, og tillod de fordrevne at vende hjem, hvis de ville. Efter kommunismens fald blev tyske ofre for udvisning og sovjetiske tvangsarbejdslejre rehabiliteret. Post-kommunistiske love gav adgang til at fordrevne kunne få erstatning, vende tilbage og købe ejendom. Der er ingen spændinger i det ungarsk-tyske forhold vedrørende spørgsmålet om fordrivelser.

### Holland
Efter 2. verdenskrig besluttede den hollandske regering at udvise de 25.000 tyskere, som boede i Holland. Tyskerne blev kaldt for 'fjendtlige undersåtter' (hollandsk: vijandelijke onderdanen) uanset om de havde hollandske ægtefæller og børn.
Operationen begyndte den 10. september 1946 i Amsterdam, da etniske tyskere og deres familier blev arresteret i deres hjem midt om natten og fik en time til at pakke 50 kilo bagage.
De fik kun lov til at medtage 100 hollandske gylden. Resten af deres ejendom blev konfiskeret af staten. De blev ført til interneringslejre ved den tyske grænse, hvoraf den største var Mariënbosch ved Nijmegen. I alt blev omkring 3.691 tyskere (under 15 % af de i alt 25.000 tyskere i Holland) udvist.
De allierede styrker, som holdt de vestlige zoner i Tyskland besat, var modstandere af denne operation, da de frygtede, at andre nationer måske ville følge efter. De vestlige zoner var ikke i en tilstand, hvor de kunne modtage et stort antal fordrevne. Britiske tropper gjorde gengæld ved at udvise 100.000 etniske hollændere i Tyskland til Holland.
Operationen sluttede i 1948. Den 26. juli 1951 sluttede krigstilstanden mellem Holland og Tyskland officielt, og de etniske tyskere blev ikke længere betragtet som fjender af staten.

### Polen, herunder tidligere tyske områder
Igennem 1944 og i de første måneder af 1945, da den Røde Hær trængte gennem Østeuropa og de østlige tyske provinser, tog sovjetiske og allierede tropper samt til tider civilbefolkningen hævn over etniske tyskere og tyske statsborgere. Mange var allerede flygtet for den fremrykkende sovjetiske armé, opskræmt af rygterne om sovjetiske grusomheder, som i nogle tilfælde blev blæst op og udnyttet af den nazistiske propaganda, men millioner var stadig tilbage, og yderligere en million vendte tilbage så snart de militære operationer i deres hjemland ophørte. Den polske kurér Jan Karski advarede allerede i 1943 den amerikanske præsident Franklin Delano Roosevelt om muligheden for polsk gengældelse, og betegnede dem som "uundgåelige" og "en tilskyndelse til alle tyskere i Polen om at drage vestpå til det egentlige Tyskland, hvor de hører hjemme" (Karskis henvisning i 1943 til "Polen" drejede sig om Polens førkrigsgrænser). Næsten hele den mandlige tyske befolkning øst for Oder og Neisse, adskillige titusinder blev arresteret for at være "Hitlerister" af det hemmelige sovjetiske politi NKVD. Kun et mindretal var medlemmer af NSDAP.
I 1945 blev de østlige tyske provinser (hovedparten af Schlesien og Pommern, Østlige Brandenburg, og Østpreussen), foruden polske områder, som var blevet annekteret af Nazityskland (især Warthegau og Reichsgau Danzig-West Preussen)
besat af den Røde Hær og den sovjetisk styrede polske militærstyrke. De første fordrivelser blev gennemført af polske kommunistiske militærmyndigheder endnu inden Potsdam-konferencen havde underlagt den midlertidig polsk administration frem til den endelige fredstraktat, for at sikre deres senere indlemmelse i et etnisk homogent Polen som forudset af de polske kommunister: "Vi må udvise alle tyskere fordi lande bygges på nationalitet og ikke på multinationalitet." Tyskere blev defineret som enten Reichsdeutsche, dvs. personer opført i første eller anden Volksliste gruppe, og de fra tredje gruppe, som havde tysk statsborgerskab. Omkring 1,1 mio. tyske borgere af slavisk afstamning blev "godkendt" som "indfødte" polakker. Af disse blev de fleste ikke udvist, men hundredtusinder af dem valgte alligevel at emigrere til Tyskland efter 1950, heriblandt de fleste Masurer fra Østpreussen.
Under Potsdam-konferencen mellem 17. juli og 2. august 1945 blev de tyske områder øst for Oder-Neisse-linjen overladt til polsk og sovjetisk administration frem til en endelig fredsaftale. Alle tyskere fik deres ejendom konfiskeret og blev taget i forvaring. Det schlesiske voivode Aleksander Zawadzki eksproprierede fratog i en vis grad tyske schlesiere deres ejendomme allerede den 26. januar 1945. Et andet dekret fra 2. marts fratog al ejendom fra tyskere øst for Oder og Neisse og et efterfølgende dekret af 6. maj erklærede at al "forladt" ejendom tilhørte den polske stat. Hertil kom, at tyskere ikke måtte eje polske penge, det eneste legale betalingsmiddel siden juli, bortset fra de, som de tjente ved det arbejde de fik tildelt. Den resterende befolkning blev i praksis frataget alle andre borgerlige rettigheder, og blev i reglen ramt af tyveri og plyndring foruden voldtægt og mord fra den polske milits og kriminelle bander, hvilket hverken blev forhindret eller retsforfulgt af den polske milits eller det polske retssystem.
De fleste resterende tyskere blev efterfølgende fordrevet fra det polske førkrigsområde og den del af Tyskland øst for Oder-Neisse-linjen, som nu var kommet under polsk administration. Nogle tyskere blev anvendt som tvangsarbejdere i kommunistisk ledede lejre indtil de blev udvist, såsom de, der blev ledet af Salomon Morel og Czesław Gęborski.
Eksempler på disse omfatter arbejdslejrene Jaworzno, Potulice, Łambinowice, Zgoda m.fl. Udover disse stor lejre blev der etableret et stor antal andre til tvangsarbejde, straffearbejde, internering, ghettoer i byer og tilbageholdelsescentre, som til tider blot bestod af en lille kælder.
Tyskere, som blev anset for "uundværlige" for den polske økonomi blev holdt tilbage indtil starten af 1950'erne, men så godt som alle var væk i 1960. Tæt ved 165.000 tyskere blev ført til Sovjetunionen for at udføre tvangsarbejde, hvorved hovedparten omkom.
Holdningen blandt de overlevende polske civile, hvoraf mange havde oplevet brutalitet og overgreb, som kun blev overgået af tyskernes behandling af jøder af alle nationaliteter, under den tyske besættelse, samt det forhold, at tyskerne nyligt havde fordrevet over 1 mio. polakker fra områder, de annekterede under krigen, var flertydig. Nogle deltog i plyndringer og forskellige kriminelle aktiviteter, herunder mord, vold og voldtægt. På den anden side var der mange tilfælde hvor polakker, herunder de, som var gjort til slavearbejdere af tyskerne under krigen, beskyttede tyskere, f.eks. ved at forklæde dem som polakker. Holdningen blandt de sovjetiske soldater var også flertydig. Mange deltog i overgreb, fortrinsvis mord og voldtægt, og skelnede ikke altid mellem polakker og tyskere, men behandlede dem lige dårligt. På den anden side blev nogle overrumplet af den brutale behandling af de civile tyskere, og forsøgte at beskytte dem.
Thomasz Kamusella nævner estimater på 7 millioner fordrevne under de "vilde" og de "lovlige" fordrivelser fra de tidligere tyske områder i perioden 1945-48 foruden yderligere 700.000 fra det polske førkrigsområde. Overy nævner følgende omtrentlige totaltal på de som blev evakueret, flyttede eller blev fordrevet mellem 1944 og 1950: fra Østpreussen – 1,4 mio. til Vesttyskland, 609.000 til Østtyskland. Fra Vestpreussen – 230.000 til Vesttyskland, 61.000 til Østtyskland. Fra de tidligere tyske provinser øst for Oder-Neisse, herunder hovedparten af Schlesien, Pommern og Østlige Brandenburg – 3,2 millioner til Vesttyskland, 2 millioner til Østtyskland.

### Rumænien
De etniske tyskeres flugt fra Rumænien begyndte i efteråret 1944. Tidligt i 1945 indledte sovjetiske besættelsesstyrker den tvungne udvisning af etniske tyskere. 213.000 af Rumæniens etniske tyskere endte med at blive evakueret, fordrevet eller emigrerede. Som ved alle folkevandringerne i denne periode mistede nogle livet undervejs. Af den tyske befolkning på 786.000 inden krigen var omkring 400.000 tilbage i Rumænien i 1950. Der var stadig 355.000 i 1977. I løbet af 1980'erne begyndte mange at forlade landet, og alene i 1989 forlod 160.000 Rumænien.[kilde mangler] I 2002 var antallet af etniske tyskere faldet til 60.000.

### Sovjetunionen og annekterede områder
De baltiske, bessarabiske og etniske tyskere i områder som kom under sovjetisk kontrol efter Hitlers og Stalins deling af Østeuropa i Molotov-Ribbentrop-pagten i 1939 blev genbosat i Det Tredje Rige, herunder i annekterede områder såsom Warthegau under den tysk-sovjetiske befolkningsudveksling. Kun nogle få vendte tilbage, da Nazityskland invaderede Sovjetunionen i Operation Barbarossa og midlertidigt fik kontrol over disse områder. Disse tilbagevendte blev anvendt af de nazistiske besættelsesstyrker til at skabe en forbindelse mellem den tyske administration og de lokale befolkning. De som blev genbosat andetsteds kom til at dele skæbne med de andre tyskere i deres genbosættelsesområde.
Efter den tyske invasion af Sovjetunionen beordrede Stalin i september 1941 en tvungen genbosættelse af etniske tyskere bosat i sovjetisk kontrollerede dele af Sovjetunionen, da de blev anset for en potentielt fjendtlig etnisk befolkningsgruppe – fortrinsvis omkring 400.000 Volgatyskere og omkring 80.000 tyskere fra Leningrad (St. Petersburg) og andre steder, – til fjerntliggende områder i Siberien, Kirgisistan og Kazakhstan, hvor de blev tvunget til at blive efter krigen. Mange døde i forbindelse med genbosættelsen. De arbejdsduelige mænd og barnløse kvinder blev indrulleret i trud arméen ("arbejdshæren") hvor de blev tvangsarbejdere.
De etniske tyskere, som blev i de sovjetisk kontrollerede områder på trods af den tysk-sovjetiske befolkningsudveksling, og hvis bosættelsesområder var kommet under tysk kontrol inden de sovjetiske myndigheder kunne nå at genbosætte dem, blev hvor de var indtil 1943, hvor den Røde Hær befriede sovjetisk område, og Wehrmacht trak sig tilbage vestpå. Fra januar 1943 flyttede hovedparten af disse etniske tyskere til Warthegau eller Schlesien, hvor de skulle bosætte sig. Mellem 250.000 og 320.000 havde nået Nazityskland ved udgangen af 1944. Ved deres ankomst blev de placeret i lejre og gennemgik en "racemæssig vurdering " af de nazistiske myndigheder, som indsatte de, som blev kategoriseret som "racemæssigt værdifulde" som landarbejdere i de annekterede dele af Polen, mens de som blev kategoriseret som "Tvivlsom racemæssig værdi" blev sendt af sted for at arbejde i "Altreich" (Tyskland indenfor grænserne fra 1937). Den Røde Hær erobrede disse områder i starten af 1945, og 200.000 sovjetiske tyskere var endnu ikke blevet evakueret af de nazistiske myndigheder, som stadig var optaget af deres "racemæssige evaluering". Af Sovjetunionen blev de anset for at være sovjetborgere og blev sendt tilbage til lejre og særlige bosættelser i Sovjetunionen. 70.000-80.000 som befandt sig i den sovjetiske besættelseszone efter krigen blev behandlet på samme måde, på basis af en aftale med de Vestallierede. Dødstallet under deres tilfangetagelse og transport blev estimeret til mellem 15-30 % og mange familier blev adskilt. De særlige "tyske bosættelser" i efterkrigstidens Sovjetunion blev styret af kommissæren for indre anliggender, og indbyggerne måtte udføre tvangsarbejde indtil slutningen af 1955. På dette tidspunkt var alle de 1,5 millioner etniske tyskere i Sovjetunionen i fangenskab. De blev løsladt efter Stalins død ved et dekret om amnesti af 13. september 1955 og tiltalen om kollaboration med nazisterne blev tilbagekaldt ved dekret af 23. august 1964, dog fik ingen deres tidligere ejendom tilbage.
Forskellige situationer opstod i det nordlige Østpreussen vedrørende Königsberg (omdøbt til Kaliningrad) og det nærliggende Memelland omkring Memel (nu Klaipeda). Königsberg området i Østpreussen blev annekteret af Sovjetunionen, hvorved det blev en enklave i den Russiske Socialistiske Føderale Sovjet Republik. Memel blev indlemmet i Litauiske SSR. Mange tyskere blev evakueret fra Østpreussen og Memel området af de nazistiske myndigheder under Operation Hannibal eller flygtede i panik da den Røde Hær nærmede sig. Ved krigens slutning blev de fleste resterede tyskere hurtigt fordrevet. Etniske russere og familier af militærfolk blev bosat i området. I juni 1946 var der registreret 114.070 tyskere og 41.029 sovjetborgere med bopæl i Kaliningrad Oblast, hvortil kom et ukendt antal tyskere, som ikke var registreret, men mellem juni 1945 og 1947 blev cirka en halv million tyskere fordrevet. Mellem den 24. august og den 26. oktober 1948 forlod 21 transporter med i alt 42.094 tyskere Kaliningrad Oblast i retning af den sovjetiske besættelseszone. De sidste tyskere blev fordrevet mellem november 1949 (1.401 personer) og januar 1950 (7 personer). Tusindvis af tyske børn, kaldet Wolfskinder, var blevet efterladt uden forældre og uden omsorg eller døde ved deres forældre under den hårde vinter uden mad. Mellem 1945 og 1947 bosatte ca. 600.000 sovjetborgere sig i Kaliningradområdet.

### Jugoslavien
Efter 2. verdenskrig forlod hovedparten af de omkring 500.000 tysktalende i Jugoslavien (fortrinsvis Donauschwaben) for at tage til Østrig eller Vesttyskland. Efter 1950 kunne de som følge af den amerikanske flygtningelov af 1948 også emigrere til USA. På grund af støtten fra nogle etniske tyskere til Nazityskland, f.eks. gennem militærtjeneste i 7. SS-division, blev alle etniske tyskere udsat for forfølgelse og led store personlige og økonomiske tab. Mange blev dræbt da den lokale befolkning og partisaner tog hævn for de nazistiske grusomheder ved massevoldtægter og tilbageholdelse i koncentrationslejre. Mindst 5.800 blev skudt og de overlevende blev indsat som tvangsarbejdere.
I slutningen af 1944 transporterede Sovjetunionen 27.000-30.000 etniske tyskere, heraf 90 % kvinder til Donets-området, hvor de blev brugt som tvangsarbejdere. Man regner med, at 16 % af de fordrevne omkom.
I Slovenien var den tyske befolkning ved slutningen af 1. verdenskrig koncentreret i Steiermark, nærmere bestemt i Maribor, Celje og nogle få andre byer. I 1931 udgjorde de cirka 28.000. Tallet var højere efter 1941, da det sydlige Slovenien blev besat af italienske tropper, som overførte etniske tyskere fra enklaven Kočevje til det tyskbesatte Steiermark. Da de tyske hære veg for den Røde Hær, flygtede mange etniske tyskere med dem af frygt for repressalier. Den slovenske befrielsesfront fordrev hovedparten af de resterende efter at den overtog den fulde kontrol over området.
Regeringen nationaliserede deres ejendomme ved en beslutning om overførsel af fjendtlig ejendom til statslig ejerskab eller statslig administration af ejendom tilhørende fraværende personer og om beslaglæggelse af ejendom, som med magt er anskaffet af besættelsesmyndigheder af 21. november 1944 af præsidentskabet af AVNOJ
Efter marts 1945 blev etniske tyskere placeret i såkaldte "landsbylejre".
Der var lejre for de som kunne arbejde, og de som ikke kunne. I de sidste lejre var der fortrinsvis børn og ældre, og dødeligheden lå på omkring 50 %.
Hovedparten af børnene under 14 år blev placeret i statsdrevne hjem, hvor forholdene var bedre, men hvor det tyske sprog var bandlyst. Disse børn blev senere givet til jugoslaviske familier, og ikke alle tyske forældre, som forsøgte at få deres børn tilbage i 1950'erne opnåede dette.
Lejrene blev lukket i marts 1948. I alt 48,447 personer døde i lejrene. 7.199 blev skudt af partisaner og yderligere 1.994 blev ført til sovjetiske lejre.
De tyskere, som stadig blev anset for jugoslaviske borgere, var beskæftiget i industrien eller militæret, men kunne købe sig fri af jugoslavisk statsborgerskab for hvad der svarede til 3 måneders løn. I 1950 havde 150.000 begivet sig til efterkrigstidens Tyskland, yderligere 150.000 til Østrig, 10.000 til USA og 3.000 til Frankrig.
I 1950 var der 82.000 etniske tyskere tilbage i Jugoslavien.

### Kehl
Befolkningen i den sydvesttyske by Kehl på Rhinens højre bred overfor Strasbourg flygtede og blev evakueret den 23. november 1944. Franske styrker besatte byen i marts 1945 og forhindrede indbyggerne i at vende tilbage før 1953.

## Demografi

### Fordrivelsesområder
I løbet af perioden fra 1944/1945 – 1950 var der formentlig op imod 14 millioner tyskere, som flygtede, blev evakueret eller fordrevet som følge af handlinger udført af Nazityskland, den Røde Hær, civile militser og/eller bestræbelser organiseret af regeringerne i de genetablerede lande i Østeuropa.
Rudolph Joseph Rummel opsummerede forskellige estimater i intervallet mellem 11,6 og 18 millioner og konkluderede at formentlig 15 millioner mennesker var berørt. Mellem 1944 og 1948 var mindst 12 millioner blevet fordrevet og genbosat i efterkrigens Tyskland, hovedparten (11,5 millioner) fra områder i efterkrigstidens Polen og Tjekkoslovakiet. Disse tal omfatter hverken de som blev fordrevet til Østrig eller de som efter krigen bosatte sig andre steder. Omkring 3 mio. tyskere forblev i fordrivelsesområderne, men emigrerede gradvis vestpå under Den kolde krig og senere.
De områder hvorfra tyskerne flygtede eller blev fordrevet blev efterfølgende genbefolket med borgere fra de stater som området nu tilhørte, hvor af mange selv var fordrevet fra landområder længere østpå.

### Efterkrigstidens Tyskland og Østrig
Den 29. oktober 1946 var der allerede 9,5 millioner flygtninge og fordrevne i besættelseszonerne i Tyskland: 3,6 millioner i den britiske zone, 3,1 millioner i den amerikanske, 2,7 millioner i den sovjetiske, 100.000 i Berlin og 60.000 i den franske zone.
Disse tal voksede senere, med yderligere 2 millioner yderligere fordrevne til Vesttyskland i 1950 til i alt 7,9 millioner  (16,3 % af befolkning). Efter oprindelse bestod den vesttyske befolkning herefter af omkring 5,5 millioner fra de nu polske områder, 2 millioner fra Sudeterlandet, og resten fortrinsvis fra Sydøsteuropa, Baltikum og Rusland.
I den sovjetiske zone voksede antallet til 4,2 millioner i 1948 (24,2 % af befolkningen) og 4,4 millioner i 1950, da den sovjetiske zone var blevet omdannet til DDR.
I alt 12,3 millioner Heimatvertriebene udgjorde 18 % af befolkningen i de to tyske stater i 1950. Yderligere 500.000 fandt asyl i Østrig og andre lande. På grund af deres tilstrømning var befolkningstallet i de tyske efterkrigsområder vokset med 9,3 millioner (16 %) fra 1939 til 1950 på trods af befolkningstab under krigen.
Efter krigen var området vest for den nye tyske østgrænse overfyldt med fordrevne, hvor af nogle boede i lejre, nogle ledte efter slægtninge og nogle blot var strandet. Mellem 16,5 % og 19,3 % af den samlede befolkning var flygtninge i de vestlige besættelseszoner og 24,2% i den sovjetiske besættelseszone. De fordrevne udgjorde 45 % af befolkningen i Slesvig-Holsten, 40 % i Mecklenburg-Vorpommern. Tilsvarende procenter fandt man hele vejen langs østgrænsen til Bayern, mens andelen i de vestlige områder var væsentlig lavere, især i den franske besættelseszone. Af de fordrevne, som i starten var strandet i Østtyskland, udvandrede mange til Vesttyskland, og udgjorde en uforholdsmæssig stor andel af efterkrigstidens befolkningsvandringer indenfor Tyskland (næsten 1 million ud af i alt 3 millioner mellem 1949, da Øst- og Vesttyskland blev grundlagt, og 1961, da Berlinmuren blev opført og grænsen lukket).

### Tab
Vurderingerne af hvor mange der omkom ved fordrivelserne varierer meget. Der blev beregnet estimater på baggrund af befolkningstallet før og efter fordrivelserne, og ved at optælle bekræftede dødsfald. Der er en stående diskussion om validiteten i metoderne og deres resultater. Både befolkningsbalancetallene, i området 2 til 3 millioner og antallet af bekræftede dødsfald i intervallet 500.000-600.000 omtales i aktuelle diskussioner.

#### Tidlige estimater – befolkningsbalancer
Et af de første forsøg på et estimere antallet af døde som følge af fordrivelserne blev udgivet i 1953 af Bruno Gleitze som forsøgte at nå frem til et estimat af de samlede civile tyske tab under 2. verdenskrig. På grund af, at præcise oplysninger om individuelle dødsfald ikke var tilgængelige var Gleitze tvunget til at bruge en "befolkningsbalancemetode" som beregner det sandsynlige antal tyskere i de relevante områder inden fordrivelsen og sammenligner det med den befolkning, som ankom i vest som fordrevne.. Gleitz vurderede, at der havde været 800.000 døde blandt "Østlige tyskere" (den befolkning som svarede til den senere betegnelse "fordrevne"), om end han undlod at tage højde for faldet i fertilitet under krigen (som afstedkom ved at hovedparten af de unge mænd var sendt til fronten). Ifølge den tyske historiker Ingo Haar overestimerede Gleitz det formentlige antal dødsfald med omkring 43%.
I 1952 blev en kommission nedsat af den vesttyske regering under Theodor Schieder. Schieder var tidligere medlem af nazistpartiet, som i 1939 gik ind for "afjødning" af områder erobret af Nazityskland som forberedelse til tysk kolonisering.
Kommissionen bestod af adskillige historikere, heriblandt Werner Conze (som også tidligere havde talt for "afjødning" af områder besat af Nazityskland), Adolf Diestelkamp, Rudolf Laun, Peter Rassow og Hans Rothfels. Kommissionen omfattede også de dengang unge historikere af "2. generation" såsom Martin Broszat og Hans-Ulrich Wehler. I 1953 fremlagde den vesttyske minister for fordrevne Hans Lukaschek en foreløbig rapport fra kommissionen for Oder-Neisse området, som angav 2,167 millioner døde ud af 12 millioner fordrevne, inklusiv 500.000 fra Wehrmacht og et tilsvarende antal ofre fra luftkrigen. Ligeledes i 1953 vurderede Gotthold Rhode tabene til at være på 3,14 millioner I 1958 nåede den vesttyske regeringskommission i sin endelige rapport frem til et tal på i alt 2.225.000 døde.
Demografen Rüdiger Overmans siger, at disse tal ikke viser antallet af bekræftede dødsfald (se følgende afsnit), men i stedet de personer, som der ikke kunne gøres rede for. Ifølge Overmans er det kun muligt ved hjælp af kommissionens dokumenter at godtgøre 500.000 dødsfald, og der er ikke noget i tysk historiografi, som kan forklare de øvrige 1,5 millioner formentlige dødsfald.
Rudolph Joseph Rummel undersøgte i 1998 de oplysninger som var indsamlet af talrige engelsktalende forfattere, og fandt et interval fra 528.000 til 3.724.000 døde som følge af fordrivelserne. Ved at bruge gennemsnittet af disse kilder beregnede han det samlede antal døde efter krigen til 1.863.000 Han beregnede at yderligere en million civile omkom under flugt og evakuering under krigen før fordrivelserne.

#### Undersøgelse af individuelle skæbner
Allerede i 1953 gav den vesttyske regering ordre til at at der udover at anvendes demografiske metoder også skulle indsamles bekræftede oplysninger om individers skæbne. Frem til 1965 var den kirkelige Suchdienst (søgetjeneste) i stand til at bekræfte 470.000 dødsfald og yderligere 1.906.000 tilfælde af savnede personer. Suchdiensts undersøgelse var baseret på egen forskning og spørgeskemaer udleveret til fordrevne af disses organisationer og gemt i Heimatsortkartei, "hjemstedsregistret". Efter at det var færdiggjort blev de tyske kirkers registreringer arkiveret og ikke offentliggjort. Ifølge Ingo Haar skyldtes dette, at der var frygt for, at de var "for lave", og ville føre til "politisk uønskede konklusioner".
I 1969 gav den vesttyske regering ordre til yderligere en undersøgelse, som skulle gennemføres af Bundesarchiv,. Den blev færdig i 1974 og offentliggjort i 1989. I denne rapport blev "falske positiver" fjernet fra Suchdienst rapporten og yderligere kilder vurderet, hvilket førte til et tal på 630.000 døde, inklusiv 400.000 i Oder-Neisse området.
Ud over bekræftede dødsfald medtog denne undersøgelse personer, som mentes at være døde, og udelod omkring 600.000 tyske sovjetborgere, som var blevet deporteret indenfor Sovjetunionen. Ifølge Haar kan tallene opdeles således: 120.000 døde på grund af den Røde Hærs grusomheder. Mellem 40-100.000 døde som følge af forholdene i sovjetiske og polske lejre. 200.000 som var deporteret til Sovjetunionen. 130.000 døde i Tjekkoslovakiet, hvoraf 6.000 var bekræftede og 80.000 døde i Jugoslavien. Overmans citerer undersøgelsen således: 260.000 dræbt af den Røde hær og dens allierede i Østeuropa. 160.000 døde som følge af betingelserne i deportationslejre og under transport. 205.000 tvangsarbejdere i Sovjetunionen. De andre tal er de samme som dem Haar citerer. Det tyske Bundesarchivs undersøgelse afviste også de tidligere tal fra Schieder og gav en nogenlunde bekræftelse af tallene fra de tyske kirker. Resultaterne af denne nye undersøgelse blev hemmeligholdt i 15 år for ikke at forstyrre forsoningen mellem Tyskland og Polen og blev først offentliggjort i 1989.
Ifølge undersøgelsen fra Bundesarchiv døde 400.000 tyskere i det polske efterkrigsområde. Undersøgelsen selv estimerer at 200.000 døde som tvangsarbejdere i Sovjetunionen. 120.000 blev dræbt af Sovjetunionen og dens allierede og 100.000 døde under indespærring og udvisning af de resterende tyskere efter krigen.
I 1994 reviderede den tyske forening for fordrevne fra Jugoslavien tallene for Jugoslavien, så de udviste et tal på 68.664 bekræftede dødsfald. I 1995 reviderede en fælles tysk-tjekkisk kommission af historikere antallet af tyske døde i Sudeterlandet ned fra Schreiders tidligere estimat på 250.000 til mellem 15.000 og 30.000 døde, dvs. med en faktor 10, baseret på Overmans tidligere arbejde.
Overmans og Haar citerede disse undersøgelser af bekræftede dødsfald og sagde at de resulterer i et tal mellem 500.000 og 600.000. Begge mener, at der er brug for yderligere forskning for at afklare hvilken skæbne der overgik de yderligere 1,5 mio. civile, som er opført som savnede Overman siger imidlertid, at de 600.000 døde, som Bundesarchiv nåede frem til, er så tæt på sandheden, som man kan komme med de aktuelle data. Haar siger, at alle rimelige estimater over døde ved fordrivelserne ligger i intervallet 500.000-600.000.

#### Diskussion
Overmans undersøgte de samlede tab blandt Wehrmacht soldater under krigen, og fandt frem til at de tidligere estimater, især hen mod krigens slutning var omkring 2 millioner lavere end det faktiske dødstal som var 5,3 mio. i stedet for tidligere troet 2,938 millioner I sin bog fra 2004 viste Overmans at Wehrmachts døde fra fordrivelsesområderne udgjorde omkring 1,444 mio., og således var 334.000 højere end de 1,1 millioner, som Schieder-kommissionen, der manglede nogle af de dokumenter, som er til rådighed i dag, kendes i dag, var nået frem til. Overmans påpegede desuden, at de tallet på 2,225 millioner som blev estimeret af kommissionen ville betyde, at tabsraten blandt de fordrevne var den samme eller højere end den i Wehrmacht, hvilket han anså for usandsynligt. Udover hans undersøgelse af dødstallet for Wehrmacht sagde Overmans at forskellen mellem de 2,225 millioner savnede og de omkring 500.000 døde, som indtil videre kunne bekræftes, indeholdt personer, som aldrig havde eksisteret eller aldrig blev født (på grund af lavere fertilitet under krigen), tyske jøder, som var blevet myrdet af den tyske stat og personer, som var blevet deporteret til Sovjetunionen. Han fremførte også, at tallet på 2,225 millioner var baseret på en fejlagtig statistisk metode og ufuldstændige data, især med hensyn til antallet af fordrevne, som ankom til Østtyskland. Haar stiller generelt spørgsmålstegn ved validiteten af befolkningsbalancer.
Christoph Bergner, tidligere statssekretær i Tysklands kontor for indre forhold ridsede holdningen blandt de respektive regeringsinstitutioner op i Deutschlandfunk den 29. november 2006. Bergner sagde, at tallene ikke er i modstred, og at de lavere tal på 400-600.000 fra Overmans og Haar omfatter de, som rent faktisk blev dræbt under fordrivelserne, mens estimaterne på over 2 millioner også omfatter personer, som døde af sygdom, sult, kulde og allierede luftangreb, mens de var på vej til efterkrigstidens Øst- og Vesttyskland. Præsidenten for Bund der Vertriebenen, Erika Steinbach, som støttede sig til et arbejde fra en forfatter med tilknytning til det ekstreme højre, Heinz Nawratil, som også har skrevet for Institute for Historical Review (der er blevet betegnet som "verdens førende Holocaust benægtelsesorganisation), har fremført det samme argument, og sagt at de lavere tal kun indeholder "døde i direkte følge af fordrivelser" mens de højere tal også medtager døde som følge af indirekte følger af fordrivelsen. Ingo Haar afviser imidlertid denne "misforståede fortolkning" af vurderingerne og siger, at dødsfald som følge af sygdom, sult og andre forhold allerede er medtaget i de lavere tal. Ifølge Ingo Haar har tallene været angivet for høje i årtier af politiske årsager efter krigen.
Rudolph Joseph Rummel siger, at det er umuligt at beregne et præcist dødstal, fordi der er for få offentlige kilder og på grund af vanskeligheder på grund af masseflugt i slutningen af og efter krigen samt forsøg på at vende tilbage. Rummel siger, at man er nødt til at basere sig på befolkningsbalancer for at få estimater over tabene.

## De fordrevnes tilstand efter at være ankommet til efterkrigstidens Tyskland
De som ankom var i dårlig stand – især i den hårde vinter 1945-46, hvor ankommende tog havde "døde og døende i hver vogn (andre døde var blevet kastet ud af toget undervejs)." Efter at de havde oplevet den Røde Hærs grusomheder var tyskere i fordrivelsesområderne blev udsat for barsk og straffende behandling af jugoslaviske partisaner og i efterkrigstidens Polen og Tjekkoslovakiet. Prygl, voldtægt og mord fulgte med fordrivelserne. Nogle havde oplevet massakrer, såsom Ústí (Aussig) massakren, hvor 80-100 etniske tyskere døde, eller forhold som de i den øvre schlesiske Łambinowice (Lamsdorf) lejr, hvor internerede tyskere blev udsat for sadistisk behandling og mindst 1.000 omkom. Foruden grusomhederne havde de fordrevne oplevet sult, tørst og sygdom, adskillelse fra familiemedlemmer, tab af borgerlige rettigheder og hjemegn og somme tider internering og tvangsarbejde. Mange fordrevne led derfor under psykiske traumer og bar rundt på psykologiske byrder i årevis, som især de unge og gamle ofte var ude af stand til at håndtere.
Når de var nået frem, befandt de sig i et land, som var ødelagt af den krig, som Tyskland havde forårsaget. Boligmangelen varede indtil 1960'erne, hvilket sammen med andre mangler førte til sociale konflikter med den lokale befolkning. Situationen bedredes først med det vesttyske Wirtschaftswunder i 1950'erne som stort set fjernede arbejdsløsheden.
Frankrig deltog ikke i Potsdam-konferencen, så det tog sig friheder ved at godkende nogle af aftalerne fra Potsdam og afvise andre. Frankrig fastholdt den holdning, at det ikke kunne bifalde fordrivelserne og derfor ikke var ansvarlig for huse og bespise de nødlidende fordrevne i sin besættelseszone. Mens den franske militærregering sørgede for de få flygtninge, som ankom før juli 1945, havde den held til at forhindre adgang til den franske zone for senere ankommende tyskere, som var fordrevet østfra.

Storbritannien og USA protesterede mod den franske militærregerings handlinger, men havde ingen muligheder for at tvinge Frankrig til at bære konsekvenserne af den fordrivelsespolitik, som var besluttet af de amerikanske, britiske og sovjetiske ledere i Potsdam. Frankrig holdt fast i at skelne klart mellem flygtninge fra krigen og fordrevne efter krigen. I december 1946 modtog franskmændene tyske flygtninge fra Danmark, hvor 250.000 tyskere rejste over Østersøen mellem februar og maj 1945 for at søge beskyttelse mod Sovjethæren. Disse var flygtninge fra de østlige dele af Tyskland, ikke fordrevne. Danskere af tysk nationalitet var ikke omfattet, og blev ikke udvist af Danmark.
Frem til sommeren 1945 havde de Allierede ikke indgået en aftale om hvordan man skulle håndtere de fordrevne. Frankrig foreslog emigration til Sydamerika og Australien og besættelse af "produktive elementer" i Frankrig, mens Sovjetunionen SMAD foreslog genbosætning af millioner af fordrevne i Mecklenburg-Vorpommern.
Sovjetunionen, som tilskyndede og til dels gennemførte fordrivelserne, gjorde ikke meget for at samarbejde med de humanitære bestræbelser og tvang dermed amerikanerne og briterne til at optage de fordrevne i deres besættelseszoner. I modstrid med Potsdamaftalerne undlod de sovjetiske myndigheder at opfylde deres forpligtelse til at levere forsyninger til de fordrevne. I Potsdam var det aftalt, at 15 % af alt udstyr, som blev afmonteret i de vestlige zoner, især fra metal-, kemi- og maskinfremstillingsindustrien skulle overføres til Sovjetunionen til gengæld for fødevarer, kul, potaske, tømmer, tegl, olieprodukter m.v. De vestlige leverancer begyndte i 1946, men det viste sig at være ensidigt. De sovjetiske leverancer blev ikke til noget, selv om der var et desperat behov for at skaffe de fordrevne mad, varme og grundlæggende fornødenheder og for at forøge landbrugsproduktionen på det resterende landbrugsareal. Som følge heraf stoppede amerikanerne alle leverancer den 3. maj 1946, mens de fordrevne fra de sovjetisk styrede område blev deporteret vestpå indtil udgangen af 1947.
I den britiske og den amerikanske zone blev forsyningssituationen betydelig forværret, især i den britiske zone. På grund af dens placering ved Østersøen rummede den britiske zone allerede et stort antal flygtninge, som var ankommet med skib, og de allerede beskedne rationer måtte yderligere reduceres med en tredjedel i marts 1946. I Hamburg f.eks. var det gennemsnitlige boligareal pr. indbygger reduceret ved luftangreb fra 13,6 m² i 1939 til 8,3 m² i 1945 og det faldt yderligere til 5,4 m² ved husning af flygtninge og fordrevne. I maj 1947 organiserede fagforeningerne i Hamburg en strejke mod de små rationer og de protesterende klagede over den hurtige indslusning af fordrevne.
Amerikanerne og briterne måtte importere fødevarer til deres zoner, selv om Storbritannien var økonomisk bankerot og selv var afhængig af fødevareimport efter at have kæmpet mod Nazityskland under hele krigen, og til dels alene, (i perioden efter Frankrigs fald, hvor Sovjetunionen var allieret med Tyskland). Storbritannien måtte således yderligere gældsætte sig overfor USA og USA måtte bruge ekstra penge på sin zone mens Sovjetunionen blev prist af østeuropæerne, hvoraf mange var forarmede af krigen og den tyske besættelse, og som plyndrede de fordrevne for deres bohave, ofte allerede inden de blev fordrevet. Da Sovjetunionen var den eneste af de Allierede magter, som tillod og/eller tilskyndede plyndringer og røverier i sine besættelsesområder, havnede forbryderne og de som profiterede af dem i en situation, hvor de var afhængige af fortsat sovjetisk styre i deres lande for ikke at blive frataget deres bytte og blive straffet.
Mens stadig flere fordrevne strømmede ind i efterkrigstidens Tyskland bevægede de Allierede sig i retning af en assimileringspolitik, som mentes at være den bedste måde at stabilisere Tyskland på og sikre fred i Europa ved at forhindre at der opstod en marginaliseret befolkningsgruppe. Denne politik førte til tildeling af tysk statsborgerskab til de fordrevne, som tidligere havde haft polsk, tjekkoslovakisk, ungarsk, jugoslavisk, rumænsk eller andet statsborgerskab.
Efter at Forbundsrepublikken Tyskland var blevet grundlagt, blev der den 24. august 1952 fremlagt et lovforslag, som primært havde til formål at lette de fordrevnes finansielle situation. Loven fik navnet "Lastenausgleichsgesetz," og gav delvis kompensation til og let kreditadgang for de fordrevne. Tabet af deres ejendomme var blevet vurderet til 299,6 milliarder DM (ud af et samlet ejendomstab som følge af grænseændringer og fordrivelser på 355,3 milliarder DM). Administrative organisationer blev dannet for at integrere de fordrevne i efterkrigstidens tyske samfund. Mens det stalinistiske regime i den sovjetiske besættelseszone ikke tillod de fordrevne at organisere sig, dannedes der i tidens løb en række organisationer i Vesttyskland. Den mest fremtrædende, som stadig er aktiv, er Bund der Vertriebenen.

## Krigsbørn af tysk oprindelse i Vest- og Nordeuropa
I lande, som var besat af Nazityskland under krigen, og hvis befolkning ikke blev betegnet som undermennesker (Untermensch) af nazisterne, var der forhold mellem Wehrmacht-soldater og lokale kvinder, som i nogle tilfælde resulterede i børn. Efter den tyske tilbagetrækning blev disse kvinder og deres børn ofte dårligt behandlet. I Norge var der således planer om at udvise disse børn og deres mødre til Australien, om end planerne aldrig blev gennemført. For mange krigsbørn blev deres situation først bedre årtier efter krigen.

## Årsager og begrundelser for fordrivelserne
Under indtryk af de omfattede områders indviklede historie og de sejrende magters forskelligartede interesser er det vanskeligt at opstille en klar liste af begrundelser for fordrivelserne. Den relevante paragraf i Potsdam-aftaler er temmelig vag: "De tre regeringer
anerkender, efter at have overvejet spørgsmålet fra alle synsvinkler, at overførsel til Tyskland af de tyske befolkninger eller dele heraf, som fortsat er i Polen, Tjekkoslovakiet og Ungarn må gennemføres. De er enige om, at enhver overførsel skal gennemføres på ordentlig og human vis". De vigtigste kendte begrundelser er:
- Et ønske om at skabe etnisk homogene nationer: Dette fremhæves af adskillige forfattere som kernen i motivationen bag fordrivelserne.[165][166][167][168][169][170]

- Betragtning af en tysk minoritet som potentielt besværlig: Fra det sovjetiske synspunkt, som blev delt af de kommunistiske styrer som var indsat i det sovjetisk besatte Østeuropa blev de resterende store tyske befolkningsgrupper udenfor de tyske efterkrigsgrænser ofte set som en potentielt besværlig "femte kolonne", som på grund af sin sociale struktur ville gribe forstyrrende ind i den planlagte sovjetisering af de respektive lande.[171] De Vestallierede så også truslen om en mulig tysk "femte kolonne" især i Polen efter den aftalte kompensation i form af tidligere tyske områder.[165] I almindelighed håbede de Vestallierede at sikre en mere varig fred ved at fjerne de tyske mindretal, hvilket de mente kunne foregå på en human måde.[165][172]

- En anden begrundelse var at straffe tyskerne[165],[167][170][173] som nogle hævdede kollektivt var skyldige i de tyske krigsforbrydelser.[172][174][175][176]

- Sovjetiske politiske overvejelser. Stalin så fordrivelserne som en måde at skabe modvilje mellem de sovjetiske satellitstater og deres naboer. Satellitstaterne ville derfor have behov for Sovjetisk beskyttelse.[177] Fordrivelserne tjente derfor også adskillige politiske mål.

### Et ønske om at etablere etnisk homogene lande
Etableringen af etnisk homogene stater i Central- og Østeuropa blev fremlagt som den vigtigste årsag til beslutningerne i Potsdam og tidligere allierede konferencer såvel som de heraf følgende fordrivelser. Princippet om at enhver nationalitet var bosat i hver deres egen stat gav anledning til en række fordrivelser og genbosættelser af tyskere, polakker, ukrainere og andre, som efter krigen befandt sig udenfor deres angivelige hjemlande. Udvekslingen af befolkningsgrupper mellem Grækenland og Tyrkiet i 1923 gav metoden legitimitet. Churchill omtalte operationen som en succes i en tale om de tyske fordrivelser.
I betragtning af ønsket om etnisk homogene stater gav det ikke mening at trække grænser gennem regioner, som allerede var beboet af etnisk homogene tyskere uden mindretal.
Allerede den 9. september 1944 underskrev den sovjetiske leder Nikita Khrusjtjov og den polske kommunist Osobka-Morawski fra den polske befrielseskomite en traktat i Lublin om befolkningsudveksling af ukrainere og polakker, som boede på den "forkerte" side af Curzonlinjen. En stor del af de 2,1 mio. polakker, som blev fordrevet fra det sovjetisk annekterede Kresy blev genbosat i tidligere tyske områder. Tjekken Edvard Beneš beskriv i sine dekreter af 19. maj 1945 ungarere og tyskere som "upålidelige for staten" og banede vejen for konfiskationer og fordrivelser.

### Syn på en tysk minoritet som potentielt besværlig

#### Mistro og had
En af de begrundelser Stalin gav for befolkningsoverførslen af tyskere fra det tidligere tyske østterritorier var påstanden om at disse områder var en højborg for nazisterne. Hverken Stalin eller andre indflydelsesrige fortalere for dette synspunkt forlangte at de fordrevne skulle undersøges for deres politiske holdninger eller handlinger. Selv i de få tilfælde hvor det skete og det blev dokumenteret at fordrevne ikke havde været politisk aktive, havde været modstandere eller endda ofre for nazistyret, undgik de i reglen ikke fordrivelse. Den kommunistiske propaganda i Polen brugte og manipulerede hadet mod nazisterne til at intensivere fordrivelserne.
Da der var tyske samfund, som boede indenfor de polske førkrigsgrænser, var der en udtalt frygt for illoyalitet fra tyskere i Øvre Schlesien og Pommern på baggrund af naziaktiviteterne under krigen.
Efter ordre fra Reichsführer-SS Heinrich Himmler gennemførte en nazistisk etnisk tysk organisation ved navn Selbstschutz henrettelser under Intelligenzaktion sammen med operationsgrupper fra tysk militær og politi, udover aktiviteter med at identificere polakker, som skulle henrettes og tilbageholde dem uretmæssigt. For polakker blev fordrivelsen af tyskere set som en måde at undgå sådanne begivenheder i fremtiden og som følge heraf foreslog den polske eksilregering en befolkningsoverførsel af tyskere allerede i 1941. Den tjekkoslovakiske eksilregering arbejdede sammen med den polske eksilregering frem mod dette mål under krigen.

#### Forebyggelse af etnisk vold
Deltagerne i Potsdamkonferencen hævdede at fordrivelserne var den eneste måde at forebygge etnisk vold. Som Winston Churchill udtalte det i det Britiske Underhus i 1944, "Udvisninger er den metode som, så vidt vi indtil nu kan se, vil være den mest tilfredsstillende og varige. Der vil ikke længere være nogen blanding af befolkninger som kan afstedkommende endeløse problemer... Der vil blive lavet en klar rydning. Jeg er ikke bekymret for udsigten til udredning af befolkninger, eller af disse store overførsler, som er lettere at gennemføre i dag end nogensinde før".
Ud fra dette synspunkt opfyldte politikken sine mål: Grænserne fra 1945 er stabile og etniske konflikter er af marginalt omfang.

### Straf for at have indledt krigen og nazistiske forbrydelser
Uddrivelserne blev også drevet af et ønske om hævn som følge af den brutale måde de tyske besættere havde behandlet ikke-tyske civile i de besatte områder under krigen. Fordrivelserne var således begrundet i den modvilje som skyldtes de tyske besætteres krigsforbrydelser, grusomheder, brutalitet og uciviliserede styre. Den tjekkoslovakiske præsident Eduard Benes begrundede fordrivelserne i nationalkongressen den 28. oktober 1945 med at sige, at hovedparten af tyskerne havde handlet i fuld overensstemmelse med Hitler. Han betegnede alle tyskere som skyldige for den tyske stats handlinger ved en mindehøjtidelighed for Lidice massakren. I Polen og Tjekkoslovakiet appellerede aviser, flyveblade og politikere fra hele det efter den kommunistiske magtovertagelse indskrænkede politiske spektrum, om gengæld for de tyske handlinger under krigen.
Den tyske befolkningsgruppes ansvar for krigsforbrydelserne, der blev begået i dens navn, blev også fremdraget af polske militærledere i slutningen og efter krigen. Karol Świerczewski, lederen af 2. polske armé, gav sine tropper besked på at "behandle tyskerne, som de behandlede os, så de flygter af sig selv, og takker Gud at de reddede livet". I Polen, som havde mistet seks millioner indbyggere, heriblandt eliten og næsten hele den jødiske befolkningsgruppe under Holocaust og lebensraum konceptet, blev de fleste tyskere anset for nazi-sympatisører, som nu endelig kunne kollektivt straffes for deres tidligere gerninger.
De Allieredes Nürnberg proces behandlede kun individer. Ved retssagerne blev mange top-nazister anklaget og dømt for forbrydelser mod menneskeheden og en række krigsforbrydelser.

### Sovjetunionens politiske overvejelser
Stalin, som tidligere havde givet ordre til en række befolkningsflytninger indenfor Sovjetunionen var en stærk tilhænger af fordrivelserne, som var til Sovjetunionens fordel på flere måder. Satellitstaterne ville nu føle behov for at blive beskyttet af Sovjetunionen mod Tysklands vrede over fordrivelserne. De fordrevnes efterladte aktiver i Polen og Tjekkoslovakiet blev med succes anvendt til at belønne samarbejde med de nye regeringer og støtten til kommunisterne var især stærk i områder, som havde oplevet store fordrivelser. Bosættere i disse områder hilste de muligheder velkommen, som bestod af frugtbart land og tomme huse og erhvervsbygninger, hvilket styrkede deres loyalitet.

## Følgerne af fordrivelserne
Fordrivelserne forårsagede store sociale forandringer i de modtagende områder, som fik til opgave at skaffe husly og beskæftigelse til millioner af flygtninge. Vesttyskland etablerede et ministerium, som skulle tage sig af problemet og adskillige love dannede et juridisk grundlag. De fordrevne dannede adskillige organisationer, hvoraf nogle forlangte erstatninger. Deres klagepunkter, som fortsat er kontroversielle, blev indarbejdet i
den offentlige debat. I løbet af 1945 udtrykte den britiske presse bekymring over flygtningenes situation, og dette blev fulgt op af en begrænset diskussion af emnet udenfor Vesttyskland under Den kolde krig. Østtyskland søgte at undgå at lægge sig ud med Sovjetunionen og sine naboer. De polske og tjekkoslovakiske regeringer betegnede fordrivelserne som "en retfærdig straf for naziforbrydelser." Vestlige analyser havde tilbøjelighed til at se Sovjetunionen og dens satellitstater som en enhed, og så bort fra de nationale uenigheder, der havde været inden Den kolde krig. Sovjetunionens opløsning og Tysklands genforening åbnede døren for en fornyet gennemgang af fordrivelserne i såvel forsker som politikerkredse. En faktor i den aktuelle natur af diskussionen er den høje andel af den tyske befolkning, som består af fordrevne og deres efterkommere – vurderet til omkring 20 % i 2000.

### Status i international ret
Den internationale retstilstand vedrørende befolkningsflytninger undergik en betydelig udvikling i løbet af det 20. århundrede. Før 2. verdenskrig var en række befolkningsflytninger resultat af bilaterale traktater og havde støtte fra internationale fora såsom Folkeforbundet. Tendensen skiftede da man i forbindelse med Nürnberg-processen erklærede at tvungen deportation af civilbefolkninger både var en krigsforbrydelse og en forbrydelse mod menneskeheden, og denne holdning blev gradvis accepteret og udvidet igennem resten af århundredet. Bag denne ændring lå en trend i retning af at tildele individet rettigheder, og dermed begrænse nationalstaternes ret til at udstede ordrer, som påførte dem skade. I det dengang nye charter for de Forenede Nationer hed det, at Sikkerhedsrådet ikke kunne gribe ind i tiltag imod de "fjendtlige stater" i 2. Verdenskrig, som blev defineret som fjender af de som havde underskrevet FN's charter under 2. verdenskrig. I charteret hed det også, at det ikke forbød handlinger overfor sådanne fjender "gennemført eller autoriseret som følge af den krig af de ansvarlige regeringer". FN-pagten forhindrede således ikke handlinger mod Aksemagterne efter krigen. Denne påstand udfordres imidlertid af den amerikanske professor i international ret Alfred de Zayas. skriver ICRCs juridiske rådgiver Jean-Marie Henckaerts, at de fordrivelser som blev gennemført af de Allierede i 2. verdenskrig var årsagen til at spørgsmålet om fordrivelser hverken blev behandlet af de Allierede i FN's menneskerettighedserklæring i 1948, eller i Den Europæiske Menneskerettighedskonvention i 1950, og skriver, at "det kan kaldes 'en tragisk anormalitet'" at mens deportationer blev forbudt i Nürnberg blev de af de samme magter anvendt som et "tiltag i fredstid". Det var først i 1955, at Den europæiske konvention om etableringsret regulerede udvisninger, om end kun i forhold til individer fra de stater som underskrev konventionen. Den første internationale traktat, som fordømte massedeportationer var et dokument udsendt af Europarådet den 16. september 1963 med titlen: Protocol No 4 to the Convention for the Protection of Human Rights and Fundamental Freedoms Securing Certain Rights and Freedoms Other than Those Already Included in the Convention and in the First Protocol, hvor der i artikel 4 står: "collective expulsion of aliens is prohibited" (kollektiv udvisning af individer er forbudt). Denne protokol trådte i kraft den 2. maj 1968 og var i 1995 ratificeret af 19 lande.
Der er i dag ikke megen debat om den generelle juridiske status af ufrivillige befolknings overflytninger: Hvor befolkningsoverflytninger tidligere var en accepteret måde at håndtere etniske konflikter på, anses befolkningsoverflytninger i dag for at være overtrædelser af international ret. . Juridisk skelnes der ikke mellem envejs og tovejs udvekslinger, da det enkelte menneskes rettigheder betragtes uafhængigt af andres.
Selv om underskriverne af Potsdam-aftalen og de udvisende lande kan havde anset fordrivelserne for at være tilladt ifølge international ret på daværende tidspunkter er der historikere og forskere i international ret og menneskerettigheder, som hævder at fordrivelserne af tyskere fra Central- og Østeuropa bør anses for tilfælde af etnisk udrensning, og således en overtrædelse af menneskerettighederne. F.eks. hævder Timothy V. Waters i "On the Legal Construction of Ethnic Cleansing" at hvis tilsvarende omstændigheder opstår i fremtiden vil fortilfældet med Udvisning af tyskere uden juridisk appelmulighed også tillade etnisk udrensning i fremtiden af andre befolkninger i forhold til international ret. I 1970'erne og 1980'erne udgav en advokat og historiker fra Harvard, Alfred de Zayas "Nemesis at Potsdam" og "A Terrible Revenge", som begge blev bestsellers i Tyskland. De Zayas skriver at fordrivelserne var krigsforbrydelser og forbrydelser mod menneskeheden indenfor rammerne af international ret på daværende tidspunkt og skriver: "...de eneste brugbare principper var Haager Landkrigsreglementet (1899 og 1907, især Haager reglementets artikel 42-56, som begrænsede besættelsesmagters rettigheder – og naturligvis har besættelsesmagter ikke ret til at udvide befolkningerne – så der var tale om en klar overtrædelse af Haager reglementet." Han hævdede også, at de var i strid med Nürnberg-principperne. I november 2000 blev der afholdt en stor konference om etnisk udrensning i det 20. århundrede på Duquesne University, foruden udgivelse af bog med deltagernes konklusioner.
Talrige menneskeretseksperter har hævnet at alle ofre fortjener medfølelse, og at det er uacceptabelt at diskriminere mellem ofre eller bruge principper om kollektiv skyld mod civilbefolkninger. Den første FN menneskerets højkommissær, Dr. Jose Ayala Lasso (Ecuador) støttede etablering af et Center mod fordrivelser (Stiftung Zentrum gegen Vertreibungen) i Berlin Ayala Lasso anerkendte de tyske fordrevne som ofre for grove menneskeretsovertrædelser. Professor de Zayas, et medlem af den rådgivende forsamling for Center mod fordrivelser, understøttede fuldt ud at de fordrevnes organisationer deltog i centrets arbejde. (Webside ikke længere tilgængelig)

### Politiske spørgsmål
I 1990 bad den tjekkoslovakiske præsident Vaclav Havel om tilgivelse på sit lands vegne, og brugte betegnelsen "udvisning" frem for "overflytning". Den offentlige opbakning til Havels holdning var begrænset. Ved en opinionsundersøgelse i 1996 udtalte 86% af tjekkerne, at de ikke gik ind for en sådan undskyldning. Spørgsmålet om fordrivelser dukkede op i 2002 under Tjekkiets ansøgning om optagelse i EU, da Beneš-dekreterne i formelt var trukket tilbage.
Der skal etableres et center mod fordrivelser i Berlin af den tyske regering, efter initiativ fra og med aktiv deltagelse af det tyske Bund der Vertriebene. Centrets etablering er blevet kritiseret i Polen. Det mødte kraftig modstand fra den polske regering og præsident Lech Kaczyński. Den nuværende polske premierminister Donald Tusk, begrænsede sig til at anbefale, at Tyskland vælger en neutral holdning til museet. Ifølge den polske holdning søger centret at tegne et billede af den tyske befolkning som ofre for 2. Verdenskrig. Mange i Polen hævder, at der ikke findes nogen parallel til hvorledes jøder, polakker og mange andre led under de tyske nazister.
I oktober 2009 udtalte den tjekkiske præsident Václav Klaus, at Tjekkiet vil kræve en undtagelse fra det europæiske charter om grundlæggende rettigheder, for at sikre at efterkommere af tyske fordrevne ikke kunne lægge sag an mod Tjekkiet.

## Yderligere læsning
- Artico, Davide. Terre Riconquistate: Degermanizzazione e polonizzazione della Bassa Slesia dopo la II Guerra Mondiale, Alessandria: Edizioni dell'Orso, 2006. ISBN 88-7694-886-4
- Bacque, James. Crimes and Mercies: The Fate of German Civilians under Allied Occupation 1944-1950, London: 1997. ISBN 0-316-64070-0
- Balfour, Michael and John Mair. Four-Power Control in Germany and Austria 1945-1946, Oxford University Press, 1956.
- Barnouw, Dagmar. The War in the Empty Air. Indiana University Press, 2005. ISBN 0-253-34651-7.
- Baziur, Grzegorz. Armia Czerwona na Pomorzu Gdańskim 1945-1947 Warszawa: IPN, 2003. ISBN 83-89078-19-8
- Botting, Douglas The Aftermath: Europe, Virginia: Time-Life Books, 1983. ISBN 0-8094-3411-3
- Byrnes, James F.Speaking Frankly, New York & London: 1947.
- Davies, Norman. God's Playground, 2 vols., New York: Columbia Univ. Press, 1982. ISBN 0-231-05353-3 and ISBN 0-231-05351-7.
- de Zayas, Alfred M. A Terrible Revenge: The Ethnic Cleansing of the East European Germans, 1944-1950, 1994. ISBN 0-312-12159-8; rev. ed. New York: Palgrave/Macmillan, 2006. ISBN 978-1-4039-7308-5, ISBN 1-4039-7308-3
- de Zayas, Alfred M. Nemesis at Potsdam: The Anglo-Americans & the Expulsion of the Germans, London: Routledge, 1977; rev. ed. University of Nebraska Press, 1989. ISBN 0-89725-360-4, revised ed. Picton Press, Rockland Maine 2003, ISBN 0-89725-360-4.
- Gibbs, Philip. Thine Enemy, London: 1946.
- Giertych, Jedrzej. Poland and Germany: a reply to congressman B. Carrol Reece of Tennessee, London: Jedrzej Giertych, 1958. Eur**E*917**(128126711T)
- Gollancz, Victor In Darkest Germany, London: 1947.
- Jankowiak, Stanisław Wysiedlenie i emigracja ludności niemieckiej w polityce władz polskich w latach 1945-1970, Instytut Pamięci Narodowej, Warszawa, 2005. ISBN 83-89078-80-5
- Gruesome Harvest by Ralph Franklin Keeling, Institute of American Economics, 1947. ISBN 1-59364-008-0 (genudgivelse 2004)
- Keesing's Research Report, Germany and Eastern Europe since 1945, New York: 1973.
- Koslowski, Peter: "Unerlaubte Gegenaggression. Die Vertreibung der Deutschen aus Ostmitteleuropa als naturrechtliches und als pragmatisches Problem," Frankfurter Allgemeine Zeitung Nr. 211, 11 September 2000, pp. 10-11.
- Lieberman, Benjamin. Terrible Fate: Ethnic Cleansing in the Making of Modern Europe, 2006. ISBN 1-56663-646-9; ISBN 978-1-56663-646-9.
- Łossowski, Piotr and Bronius Makauskas. Kraje bałtyckie w latach przełomu 1934-1944, Warszawa: Instytut Historii PAN; Fundacja Pogranicze, 2005. ISBN 83-88909-42-8
- MacDonogh, Giles. "After the Reich: The Brutal History of the Allied Occupation.", 2007, ISBN 978-0-465-00337-2; ISBN 0-465-00337-0.
- Naimark, Norman. Flammender Hass: Ethnische Säuberungen im 20. Jahrhundert, (2004).

English Language version: Fires of Hatred: Ethnic Cleansing in Twentieth-Century Europe, Harvard Univ Press, 2001.
- Neary, Brigitte U. and Holle Schneider-Ricks. Voices of Loss and Courage: German Women Recount Their Expulsion from East Central Europe, 1944-1950, Rockport: Picton Press, 2002. ISBN 0-89725-435-X
- Neary, Brigitte U. Frauen und Vertreibung: Zeitzueginnen berichten." Graz, Austria: Ares Verlag, 2008. ISBN 978-3-902475-58-9.
- Nitschke, Bernardetta Wysiedlenie ludności niemieckiej z Polski w latach 1945-1949, Zielona Góra, 1999.
- Nuscheler, F. Internationale Migration: Flucht u. Asyl, 2004.
- Owen, Luisa Lang and Charles M. Barber. Casualty of War: A Childhood Remembered (Eastern European Studies, 18), Texas A&M University Press Arkiveret 25. juli 2009 hos  Wayback Machine. ISBN 1-58544-212-7
- Schieder, Theodor (ed.). Documents on the Expulsion of the Germans from Eastern & Central Europe, Bonn: Federal Ministry for Expellees, Refugees, & War Victims, (Datoer kan vedrøre året for engelsk oversættelse frem for oprindelig udgivelse):
  - vol.1: The Expulsion of the German Population from the Territories East of the Oder-Neisse Line (1959).
  - vol.2/3: The Expulsion of the German Population from Hungary and Rumania (1961).
  - vol. 4: The Expulsion of the German Population from Czechoslovakia (1960).
- Surminski, A. (ed.). Flucht und Vertreibung: Europa zwischen 1939 u. 1948, 2004.
- Truman, Harry S. Memoirs – 1945: Year of Decisions, Time Inc.: 1955; genoptryk New York: 1995. ISBN 0-8317-1578-2
- Truman, Harry S. Memoirs – 1946-52: Years of Trial & Hope, Time Inc.: 1955; genoptryk New York: 1996. ISBN 0-8317-7319-7
- Vardy, Steven Bela and T. Hunt Tooley (eds.). Ethnic Cleansing in Twentieth Century Europe, ISBN 0-88033-995-0 (Dette bind er resultatet af konferencen om etnisk udrensning i det 20. århundredes Europa afholdt på Duquesne University i november 2000.)
- von Krockow, Christian. Hour of the Women, Stuttgart: 1988; New York: 1991; London: 1992. ISBN 0-571-14320-2
- Whiting, Charles. The Home Front: Germany, Virginia: Time-Life Books, 1982. ISBN 0-8094-3419-9.

## Eksterne kilder
- Børn som mistede deres forældre ved fordrivelserne fra det historiske Østtyskland søger efter deres forældre. Video vidneudsagn. Arkiveret 25. marts 2009 hos  Wayback Machine
- Etnisk udrensning efter 2. verdenskrig i Tjekkoslovakiet: Benes-dekreterne 1945-1948 Arkiveret 13. oktober 2006 hos  Wayback Machine Tilgængelig som MS Word for Windows fil.
- Várdy, Steven Béla and Tooly, T. Hunt: Ethnic Cleansing in Twentieth-Century Europe Arkiveret 1. december 2007 hos  Wayback Machine Tilgængelig som MS Word for Windows fil (3.4 MB)
- Flygtningelejr 1950 Arkiveret 17. juli 2011 hos  Wayback Machine Billede
- Flygtninge Arkiveret 17. juli 2011 hos  Wayback Machine billede
- Statistik over Polens Democid Arkiveret 30. maj 2010 hos  Wayback Machine af R.J. Rummel
- THE EXPULSION: A crime against humanity, By Dr. Alfred de Zayas Arkiveret 29. marts 2006 hos  Wayback Machine En gengivelse af en del af en forelæsning om fordrivelserne afholdt i Pittsburgh i 1988.
- Timothy V. Waters, On the Legal Construction of Ethnic Cleansing Arkiveret 6. november 2018 hos  Wayback Machine, Paper 951, 2006, University of Mississippi School of Law (PDF)
- Interest of the United States in the transfer of German populations from Poland, Czechoslovakia, Hungary, Rumania, and Austria Arkiveret 21. august 2009 hos  Wayback Machine, Foreign relations of the United States: diplomatic papers, Volume II (1945) pp. 1227–1327 (NOTE: Side 1227 begynder med et tjekkoslovakisk dokument dateret 23. november 1944, adskillige måneder inden Tjekkoslovakiet blev "befriet" af den sovjetiske hær.) (Main URL)
- Frontiers and areas of administration Arkiveret 21. august 2009 hos  Wayback Machine Foreign relations of the United States (the Potsdam Conference), Volume I (1945)